# Nátrium-hidrogén-karbonát
A nátrium-hidrogén-karbonát (nátrium-bikarbonát, köznapi nevén szódabikarbóna, régiesen kettedszénsavas szikeny) vízben jól oldódó só, vizes oldata lúgos kémhatású. hidrogén-karbonátionból (HCO3−), és nátriumionból (Na+) áll. A savakat közömbösíti, és közben szén-dioxid gáz szabadul fel. A szódagyártás (nátrium-karbonát) és más vegyipari folyamatok mellékterméke. A környezetre kikerülve ártalmatlan, sokoldalúan használható a hétköznapokban, bár sok tévhit is él az anyaggal kapcsolatban.

## Kémiai tulajdonságai
Hő hatására bomlik (50 °C-on):
{\displaystyle {\ce {2 NaHCO3 -> Na2CO3 + CO2 + H2O}}}
Mivel szén-dioxid gáz és vízgőz képződik a reakcióban, gyakran használják sütőpor alkotóelemeként, vagy akár önmagában térfogatnövelő szerként.
Savakkal, például ecettel vagy sósavval sav-bázis reackióba lép, közömbösítés történik. A keletkező szénsav bomlékony, így szén-dioxid fejlődését (gázképződést) tapasztalunk:
{\displaystyle {\ce {NaHCO3 + CH3COOH -> CH3COONa + CO2 + H2O}}}
{\displaystyle {\ce {NaHCO3 + HCl -> NaCl + H2O + CO2}}}

## Felhasználása

### Gyógyászati
- gyomorégés megszüntetése (közömbösíti a gyomorsav egy részét)
- emésztési zavarok enyhítése
- haj, fejbőr korpátlanítása (súroló hatás)
- kemoterápiánál adalékanyag a vesék kímélése érdekében (orvosi előírás szerint)
- gyermekek életveszélyes asztmatikus megbetegedéseinél intravénásan alkalmazzák (orvosi előírás szerint)
- rovarcsípés, viszkető bőr kezelése (amennyiben a rovarcsípés tüneteit pl. hangyasav okozza)

### Higiéniás
- izzadás szagának csökkentése (közömbösíti a vajsavat, de csak mérsékelten hatékony)
- fésűk, kefék tisztán tartása (lúgos kémhatású oldatában hidrolizálnak a zsírok, lassú folyamat)
- fogak fehérítése (fodormentaolaj adható hozzá ízesítőnek, de meggondolással kezelendő, egyeztetni szükséges szájhigiéniai szakemberrel, fogorvossal)
- szagtalanítás, például szőnyegek szagtalanítása (többnyire nem fejt ki valódi hatást, a szőnyegek vízzel való egyszerű kimosása hasonló hatást eredményez)

### Tisztítás (alapja többnyire a kristályok súroló hatása)
- zsír-, kávé- és teafoltok eltávolítása ruhákról, szövetekről
- szennyeződések eltávolítása edényekről, csempékről, hűtőgépből, sütőről stb.
- ezüst kifényesítésére
- szemcseszórással történő felülettisztítási eljárásnál (soda blasting, szódaszórás) az alkalmazott speciális összetevőkből álló szóróanyag alapja. Az eljárás hatékonyan tisztít, zsírtalanít, és nem okoz felületsérülést, így biztonsággal alkalmazható rozsdamentes acél, nemes- és könnyűfémek, üveg, krómozott felület, kerámia, de akár különböző műanyagoknál egyaránt

### Egyéb, háztartási
- szacharin tablettázására
- valamilyen savanyú alkotórésszel, és keményítővel keverve sütőporként (a tészták állagának lazítására)
- mosószódával és trisóval keverve penészedésgátló alapanyag (szabadalomszám: CA 2504014 C)
- tűzoltóporok fő alkotóelemeként, mivel éghetetlen és hő hatására szén-dioxid (CO2) gázt fejleszt, mely az égést nem táplálja.